# Iablunivka, Busk
Iablunivka (în ucraineană Яблунівка) este localitatea de reședință a comunei Iablunivka din raionul Busk, regiunea Liov, Ucraina.

## Demografie
Componența lingvistică a localității Iablunivka
     Ucraineană (99,61%)
     Alte limbi (0,39%)
Conform recensământului din 2001, majoritatea populației localității Iablunivka era vorbitoare de ucraineană (99,61%), existând în minoritate și vorbitori de alte limbi.